# سیارک ۱۸۰۳۶۷
سیارک ۱۸۰۳۶۷ (به انگلیسی: 180367 Vonfeldt، نامگذاری:2003YQ110) صد و هشتاد هزار و سیصد و شصت و هفتمین سیارک کشف شده‌است که در ۲۲ دسامبر ۲۰۰۳ کشف شد.